# Inia geoffrensis humboldtiana
El delfín rosado del Orinoco (Inia geoffrensis humboldtiana) es una subespecie de delfín rosado (Inia geoffrensis) que habita en la cuenca del río Orinoco. En Venezuela se le llama "tonina" y en Brasil, "boto". Su distribución incluye los ríos Apure y Meta. El contacto de esta subespecie con sus relacionados está restringida, al menos durante la temporada seca, por las cascadas del río Negro, los rápidos del Orinoco entre Samariapo y Puerto Ayacucho, y por el canal del Casiquiare.